# Депортиво Колония
«Депортиво» Колония (исп. Club Deportivo Colonia), также известный как Депортиво Хуан-Лакасе, либо Депор Колония — уругвайский футбольный клуб из города Хуан-Лакасе. В 2003—2005 годах выступал в Высшем дивизионе чемпионата Уругвая. В 2006 году расформирован. Воссоздан в 2021 году.

## История
В 1999 году традиционный клуб из административного центра департамента Колония, «Пласа Колония», принял предложение Ассоциации футбола Уругвая о присоединении к профессиональному футболу. Однако не все команды департамента хотели объединяться, и в городе Хуан-Лакасе была организована «команда-соперник» — «Депортиво Колония», объединившая в себе команды десяти лиг департамента. В 2000 году обе команды из Колонии дебютировали во Втором дивизионе чемпионата Уругвая. «Пласа Колония» дебютировала в элите в 2002 году, а год спустя в Примеру вышел и «Депор» из Хуана-Лакасе.
В первом сезоне «Депортиво» занял 12-е место из 18 клубов. В 2004 году в отборочном турнире «Депор» был тринадцатым, но поскольку это был второй результат среди клубов Интериора (после «Пласы Колонии», ставшей двенадцатой), «Депор» вышел в финальный турнир среди десяти команд. По итогам Апертуры и Клаусуры команды была последней в «элитарной» группе, а в общей таблице года стала 13-й. В 2005 году сначала был проведён однокруговой чемпионат с целью перехода на европейскую систему. В нём «Депортиво Колония» оказалась последней, однако ни одна команда не вылетала. Обмен командами осуществлялся после Апертуры 2005/06 с учётом чемпионата 2005. В Апертуре «Депортиво» финишировал на пятом месте, значительно поднявшись в таблице вылета 2005 (на 13-е место), в то время как «Пласа Колония» была 16-й и вылетела после стыковых матчей с «Серро». Таким образом, в Клаусуре 2005/06 «Депортиво Колония» осталась единственным представителем своего департамента в элите. Однако команда выступила неудачно, став предпоследней, а в суммарной таблице вылета переместившись на последнее место. «Депортиво Колония» вылетела из Примеры и не найдя финансирования, была расформирована.
Вместе «Пласа Колония» и «Депортиво Колония» вылетели из Примеры по итогам сезона 2005/06. Противостояние «Пласы Колонии» и «Депортиво Колонии» в 2003 году стало первым в истории чемпионатов Уругвая дерби двух команд на уровне элитного дивизиона, представляющих другой департамент, помимо Монтевидео.
В 2021 году клуб «Депортиво Колония» был воссоздан и принял участие в Первом любительском (третьем по уровню в структуре лиг чемпионата Уругвая) дивизионе.